# Биологический факультет Санкт-Петербургского государственного университета
Биологический факультет Санкт-Петербургского государственного университета (c 1949 года до 31.01.2014 — биолого-почвенный факультет) был основан в 1930 году на базе биологического отделения физико-математического факультета.

## Кафедры
В структуру факультета входит 17 кафедр:
- кафедра агрохимии
- кафедра биохимии
- кафедра высшей нервной деятельности и психофизиологии
- кафедра геоботаники и экологии растений
- кафедра зоологии позвоночных
- кафедра микробиологии
- кафедра прикладной экологии
- кафедра цитологии и гистологии
- кафедра энтомологии
- кафедра биофизики
- кафедра ботаники
- кафедра генетики и биотехнологии
- кафедра зоологии беспозвоночных
- кафедра ихтиологии и гидробиологии
- кафедра общей физиологии
- кафедра физиологии и биохимии растений
- кафедра эмбриологии

## Деканы
- член-корр. АН СССР В. А. Догель (1934—1937)
- Д. И. Дейнека (1940—1945)
- д.б.н. С. В. Солдатенков (1945—1947)
- д.б.н. М. Е. Лобашёв (1947—1948)
- д.б.н. Н. В. Турбин (1948—1953)
- акад. А. Л. Тахтаджян (1953—1954)
- д.б.н. К. М. Завадский (1954—1955)
- д.б.н. М. И. Прохорова (1955—1958)
- д.б.н. Г. А. Новиков (1958—1960)
- д.б.н. П. О. Макаров (1960—1962)
- д.б.н. А. И. Толмачёв (1962—1965)
- д.б.н. А. С. Данилевский (1965—1969)
- д.б.н. А. С. Мальчевский (1969—1973)
- д.б.н. С. Н. Лызлова (1973—1981)
- акад. С. Г. Инге-Вечтомов (1981—1989)
- к.б.н. И. А. Горлинский (1989—2010)
- д.б.н. А. Д. Харазова (2010—2016)
- акад. И. А. Тихонович (с 2016)